# Nagarakertagama

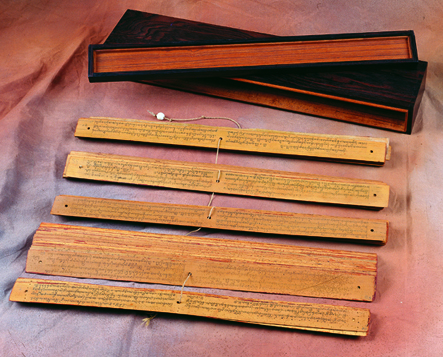
Nagarakretagama manuscrits sur ôles.

Le Nagarakertagama, Nagarakretagama, Nagarakrtagama, ou encore Desawarnana, est un éloge du roi Hayam Wuruk de Majapahit écrit sous la forme d'un poème épique par le poète de cour Mpu Prapanca en 1365 (ou 1287 de l'ère Saka).
Le poème donne des descriptions détaillées d'une période qu'on considère comme l'âge d'or du royaume. Il révèle l'importance de la religion à Majapahit en mentionnant la construction de temples et de palais dans le royaume et la tenue de cérémonies. Une des traditions décrites est celle où la famille royale fait le tour du royaume pour rendre hommage aux ancêtres du roi.
Prapanca narre ainsi un rituel au temple de Singasari, dans lequel Hayam Wuruk observe la cérémonie du puspa en l'honneur de son arrière-grand-père Kertanegara, dernier roi de Singasari. Après cette cérémonie, le roi se rend à Kagenengan pour rendre hommage au fondateur de Singasari, Rajasa.
Le Nagarakertagama décrit Kertanegara comme un fervent bouddhiste. Après sa mort, il est déifié sous trois formes : en tîrthankara ("faiseur de gué", sous-entendu à travers le fleuve de l'humaine misère), en Ardhanarisvara (c'est-à-dire "le seigneur Ardhanari", la forme androgyne du dieu Shiva) et en "Shiva-Bouddha", « l'honoré et illustre protecteur des montagnes, protecteur des sans protection. Il est sûrement souverain au-dessus des souverains du monde ». Cette figure de Shiva-Bouddha est propre à Java, où l'hindouisme et le bouddhisme étaient mêlés.
Le poème décrit également la mort de Gajah Mada, le bras droit de Hayam Wuruk.

Les "contrées tributaires" de Majapahit selon le Nagarakertagama, qu'on a interprétées comme étant soumises au royaume

Le Nagarakertagama décline une liste d'une centaine de "contrées tributaires" de Majapahit. Au début, certains auteurs en avaient conclu qu'il s'agissait là des régions soumises à Majapahit. On estime maintenant que les principautés citées avaient un lien commercial privilégié avec Majapahit, qui était ainsi le centre d'un réseau.